# Box-office des films d'animation en France
Cette liste présente les 100 films d'animation et dessins animés ayant générés le plus de recettes au box-office français par fréquentation décroissante.
Huit ont dépassé les 10 millions d'entrées au box-office.

## Liste
La couleur       indique les films en cours de diffusion
| Rang | Titre                                            | Année | Entrées,   | Nationalité |
| ---- | ------------------------------------------------ | ----- | ---------- | ----------- |
| 1    | Blanche-Neige et les Sept Nains                  | 1938  | 18 290 843 | États-Unis  |
| 2    | Le Livre de la jungle                            | 1968  | 14 695 741 | États-Unis  |
| 3    | Les 101 Dalmatiens                               | 1961  | 14 660 594 | États-Unis  |
| 4    | Cendrillon                                       | 1950  | 13 226 772 | États-Unis  |
| 5    | Les Aristochats                                  | 1971  | 12 481 726 | États-Unis  |
| 6    | La Belle et le Clochard                          | 1955  | 11 175 716 | États-Unis  |
| 7    | Le Roi lion                                      | 1994  | 10 718 727 | États-Unis  |
| 8    | Bambi                                            | 1947  | 10 679 106 | États-Unis  |
| 9    | Le Monde de Nemo                                 | 2003  | 9 528 033  | États-Unis  |
| 10   | Vice-versa 2                                     | 2024  | 8 427 652  | États-Unis  |
| 11   | Vaiana 2                                         | 2024  | 8 081 044  | États-Unis  |
| 12   | Tarzan                                           | 1999  | 7 859 751  | États-Unis  |
| 13   | Ratatouille                                      | 2007  | 7 845 210  | États-Unis  |
| 14   | Pinocchio                                        | 1946  | 7 835 702  | États-Unis  |
| 15   | L'Âge de glace 3 : Le Temps des dinosaures       | 2009  | 7 803 757  | États-Unis  |
| 16   | La Reine des neiges 2                            | 2019  | 7 401 300  | États-Unis  |
| 17   | Super Mario Bros., le film                       | 2023  | 7 359 395  | États-Unis  |
| 18   | Aladdin                                          | 1993  | 7 280 423  | États-Unis  |
| 19   | Peter Pan                                        | 1953  | 7 255 475  | États-Unis  |
| 20   | Les Aventures de Bernard et Bianca               | 1977  | 7 219 476  | États-Unis  |
| 21   | Shrek 2                                          | 2004  | 7 185 626  | États-Unis  |
| 22   | Le Bossu de Notre-Dame                           | 1996  | 6 833 195  | États-Unis  |
| 23   | Rox et Rouky                                     | 1981  | 6 687 862  | États-Unis  |
| 24   | L'Âge de glace 2                                 | 2006  | 6 642 528  | États-Unis  |
| 25   | L'Âge de glace 4 : La Dérive des continents      | 2012  | 6 588 883  | États-Unis  |
| 26   | Les Minions                                      | 2015  | 6 588 715  | États-Unis  |
| 27   | La Belle au bois dormant                         | 1959  | 6 586 592  | États-Unis  |
| 28   | Arthur et les Minimoys                           | 2006  | 6 396 989  | France      |
| 29   | Robin des Bois                                   | 1974  | 6 281 000  | États-Unis  |
| 30   | Merlin l'Enchanteur                              | 1964  | 6 133 628  | États-Unis  |
| 31   | Les Indestructibles 2                            | 2018  | 5 845 365  | États-Unis  |
| 32   | Mulan                                            | 1998  | 5 793 697  | États-Unis  |
| 33   | Pocahontas                                       | 1995  | 5 639 591  | États-Unis  |
| 34   | Moi, moche et méchant 3                          | 2017  | 5 637 548  | États-Unis  |
| 35   | Vaiana : La Légende du bout du monde             | 2016  | 5 625 807  | États-Unis  |
| 36   | Shrek le troisième                               | 2007  | 5 549 908  | États-Unis  |
| 37   | Les Indestructibles                              | 2004  | 5 496 405  | États-Unis  |
| 38   | Madagascar 2                                     | 2008  | 5 248 793  | États-Unis  |
| 39   | Dinosaure                                        | 2000  | 5 217 982  | États-Unis  |
| 40   | La Reine des neiges                              | 2013  | 5 151 855  | États-Unis  |
| 41   | Zootopie                                         | 2016  | 4 845 109  | États-Unis  |
| 42   | Moi, moche et méchant 2                          | 2013  | 4 655 036  | États-Unis  |
| 43   | Shrek 4 : Il était une fin                       | 2010  | 4 626 169  | États-Unis  |
| 44   | Fantasia                                         | 1946  | 4 605 746  | États-Unis  |
| 45   | Toy Story 4                                      | 2019  | 4 599 884  | États-Unis  |
| 46   | Toy Story 2                                      | 2000  | 4 529 693  | États-Unis  |
| 47   | Vice-Versa                                       | 2015  | 4 516 453  | États-Unis  |
| 48   | Là-haut                                          | 2009  | 4 508 949  | États-Unis  |
| 49   | Coco                                             | 2017  | 4 505 123  | États-Unis  |
| 50   | Moi, moche et méchant 4                          | 2024  | 4 469 132  | États-Unis  |
| 51   | Hercule                                          | 1997  | 4 406 679  | États-Unis  |
| 52   | Toy Story 3                                      | 2010  | 4 362 701  | États-Unis  |
| 53   | Atlantide, l'empire perdu                        | 2001  | 4 296 870  | États-Unis  |
| 54   | La Belle et la Bête                              | 1992  | 4 189 365  | États-Unis  |
| 55   | Shrek                                            | 2001  | 4 181 039  | États-Unis  |
| 56   | Astérix : Le Secret de la potion magique         | 2018  | 4 052 168  | France      |
| 57   | Raiponce                                         | 2010  | 3 986 786  | États-Unis  |
| 58   | Dumbo                                            | 1947  | 3 963 262  | États-Unis  |
| 59   | Les Minions 2 : Il était une fois Gru            | 2022  | 3 962 359  | États-Unis  |
| 60   | Baby Boss                                        | 2017  | 3 956 359  | États-Unis  |
| 61   | Le Prince d'Égypte                               | 1998  | 3 941 989  | États-Unis  |
| 62   | Arthur et la Vengeance de Maltazard              | 2009  | 3 912 389  | France      |
| 63   | La Princesse et la Grenouille                    | 2010  | 3 843 786  | États-Unis  |
| 64   | Le Chat potté                                    | 2011  | 3 794 833  | États-Unis  |
| 65   | La Petite Sirène                                 | 1990  | 3 747 111  | États-Unis  |
| 66   | Comme des bêtes                                  | 2016  | 3 745 575  | États-Unis  |
| 67   | Frère des ours                                   | 2004  | 3 570 528  | États-Unis  |
| 68   | Les Simpson, Le Film                             | 2007  | 3 561 697  | États-Unis  |
| 69   | Tous en scène                                    | 2017  | 3 526 954  | États-Unis  |
| 70   | Monstres et Cie                                  | 2002  | 3 525 505  | États-Unis  |
| 71   | L'Âge de glace : Les Lois de l'Univers           | 2016  | 3 500 084  | États-Unis  |
| 72   | Le Monde de Dory                                 | 2016  | 3 437 858  | États-Unis  |
| 73   | Dragons 2                                        | 2014  | 3 376 525  | États-Unis  |
| 74   | Dragons 3 : Le Monde caché                       | 2019  | 3 367 445  | États-Unis  |
| 75   | Le Livre de la jungle 2                          | 2003  | 3 347 636  | États-Unis  |
| 76   | Madagascar 3 : Bons Baisers d'Europe             | 2012  | 3 343 533  | États-Unis  |
| 77   | Rio 2                                            | 2014  | 3 261 547  | États-Unis  |
| 78   | WALL-E                                           | 2008  | 3 261 002  | États-Unis  |
| 79   | Rebelle                                          | 2012  | 3 233 520  | États-Unis  |
| 80   | Kung Fu Panda                                    | 2008  | 3 231 982  | États-Unis  |
| 81   | Encanto : La Fantastique Famille Madrigal        | 2021  | 3 229 762  | États-Unis  |
| 82   | Madagascar                                       | 2005  | 3 190 829  | États-Unis  |
| 83   | Élémentaire                                      | 2023  | 3 190 267  | États-Unis  |
| 84   | 1 001 Pattes                                     | 1999  | 3 161 913  | États-Unis  |
| 85   | Chicken Run                                      | 2000  | 3 152 330  | États-Unis  |
| 86   | Arthur 3 : La Guerre des deux mondes             | 2010  | 3 127 246  | France      |
| 87   | Astérix : Le Domaine des dieux                   | 2014  | 3 081 064  | France      |
| 88   | Hôtel Transylvanie 3 : Des vacances monstrueuses | 2018  | 3 075 076  | États-Unis  |
| 89   | Taram et le Chaudron magique                     | 1985  | 3 074 481  | États-Unis  |
| 90   | Alice au pays des merveilles                     | 1951  | 3 072 402  | États-Unis  |
| 91   | Le Chat potté 2 : La Dernière Quête              | 2022  | 3 052 609  | États-Unis  |
| 92   | L'Âge de glace                                   | 2002  | 3 029 752  | États-Unis  |
| 93   | Gang de requins                                  | 2004  | 3 024 175  | États-Unis  |
| 94   | Moi, moche et méchant                            | 2010  | 3 008 069  | États-Unis  |
| 95   | La Planète au trésor : Un nouvel univers         | 2002  | 2 976 097  | États-Unis  |
| 96   | Cars 2                                           | 2011  | 2 975 790  | États-Unis  |
| 97   | Volt, star malgré lui                            | 2009  | 2 970 770  | États-Unis  |
| 98   | Oliver et Compagnie                              | 1989  | 2 858 997  | États-Unis  |
| 99   | Wish : Asha et la Bonne Étoile                   | 2023  | 2 836 633  | États-Unis  |
| 100  | Les Cinq Légendes                                | 2012  | 2 833 326  | États-Unis  |